# 1992–1993-as magyar férfi vízilabda-bajnokság (másodosztály)
Az 1992–1993-as magyar férfi másodosztályú vízilabda-bajnokságban tíz csapat indult el, a csapatok két kört játszottak.

## Tabella
| #   | Csapat                | M  | Gy | D | V  | G+  | G-  | P  |
| --- | --------------------- | -- | -- | - | -- | --- | --- | -- |
| 1.  | Bp. Spartacus         | 18 | 17 | 0 | 1  | 266 | 149 | 34 |
| 2.  | Hódmezővásárhelyi VSC | 18 | 11 | 6 | 1  | 194 | 148 | 28 |
| 3.  | Szentesi Vasutas SC   | 18 | 10 | 3 | 5  | 197 | 177 | 23 |
| 4.  | Tatabányai SC         | 18 | 10 | 2 | 6  | 216 | 180 | 22 |
| 5.  | Kecskeméti VSC        | 18 | 8  | 2 | 8  | 153 | 180 | 18 |
| 6.  | MAFC                  | 18 | 6  | 5 | 7  | 165 | 172 | 17 |
| 7.  | Egri Vízmű            | 18 | 4  | 3 | 11 | 156 | 203 | 11 |
| 8.  | Bánki Donát FSE       | 18 | 5  | 0 | 13 | 175 | 210 | 10 |
| 9.  | Tipográfia TE         | 18 | 4  | 1 | 13 | 143 | 214 | 9  |
| 10. | Ybl Miklós FSE        | 18 | 2  | 4 | 12 | 181 | 216 | 8  |

* M: Mérkőzés Gy: Győzelem D: Döntetlen V: Vereség G+: Dobott gól G-: Kapott gól P: Pont